# سالف الشعر

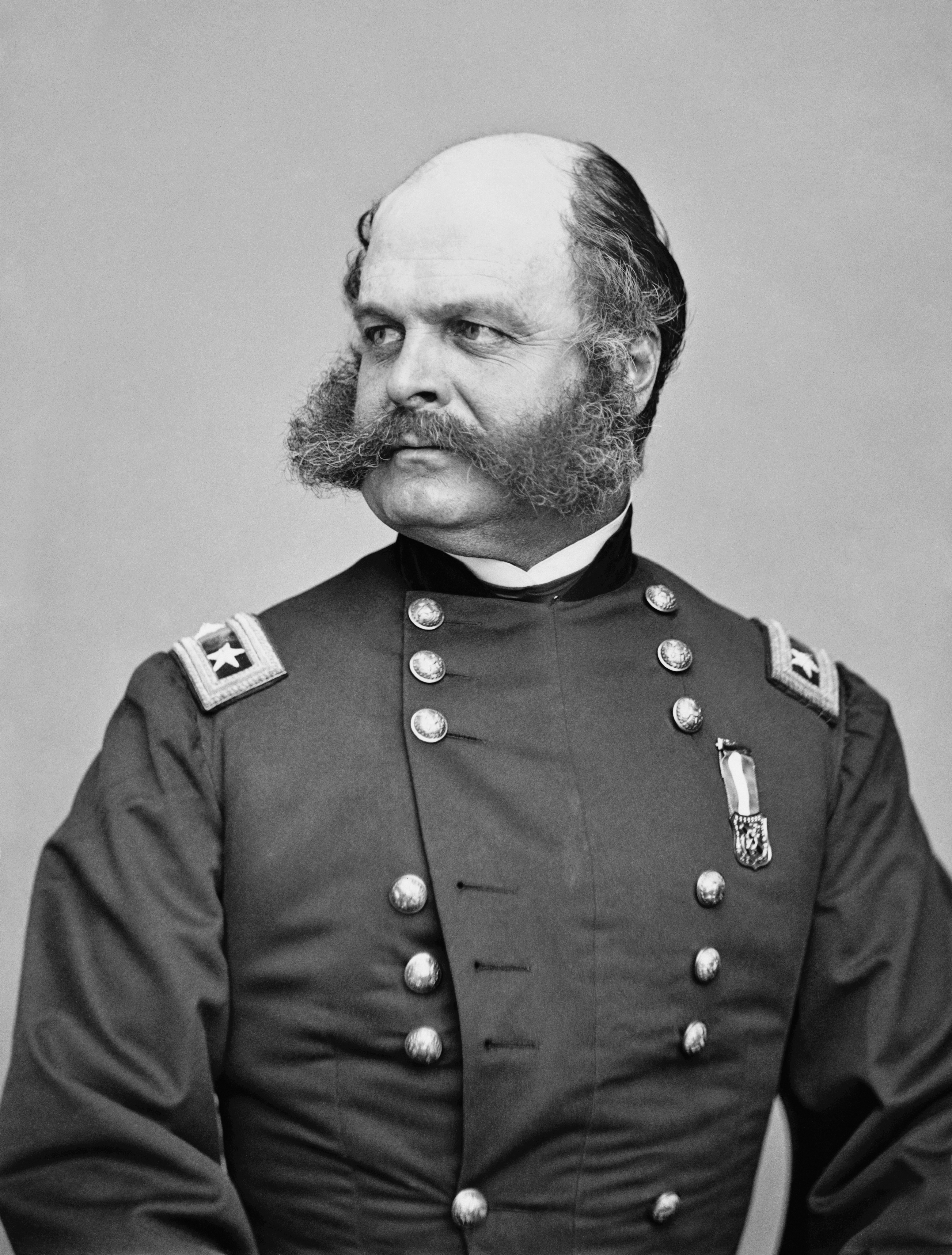

سالف الشعر أو السوالف أو العِذاران أو الضأنِيّان هي مساحات من شعر الوجه الممتد من نهاية الشعر عند أسفل الأذن إلى حدود الذقن الذي يكون غالباً بدون لحية.

## الأختلافات

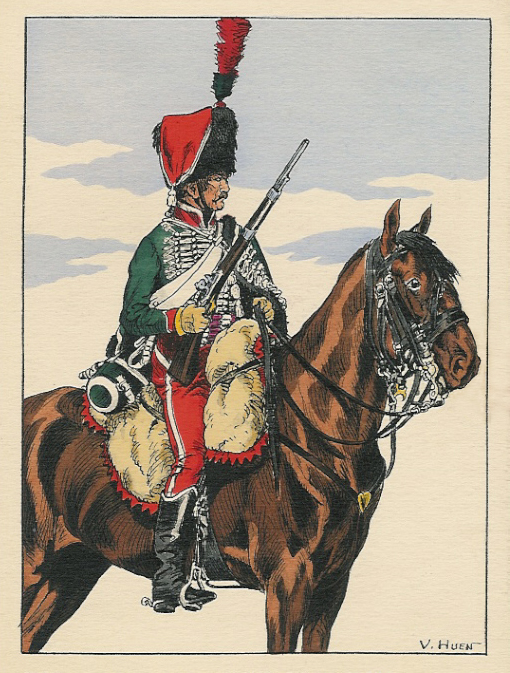
جندي فرنسي

ومن الممكن حلاقة سالف الشعر بطريقة متناغمة مع الشارب أو اللحية. ولكن عندما يتصل السالفان ببعضهما بخط متصل من خلال شعر الذقن، عندها يطلق عليه اسم اللحية. وهناك نوع أخر من سالف الشعر وهو السالف العريض المسمى قطع لحم الضأن والذي يرتبط بالسالف الآخر عن طريق الشارب.
كان سكان المكسيك وكولومبيا الاصليون الذين يحلقون رؤوسهم بالكامل ويطلقون سالفي شعرهم يسمون ب (البالكاروتس)، ولكن يندر وجودهم في الوقت الحالي. وكانت تعد هذه حلاقة من علامات الغرور في القرن السادس عشر والتي قامت بحظرها سلطات إسبانيا الجديدة في عام 1692 مما ادى إلى حدوث أعمال شغب.

## التاريخ
في التاريخ القديم، ظهر الاسكندر الأكبر بسالفين في أحد الفسيفيساء من بومبي.
بعد القرن الثامن عشر عندما كانوا الرجال الأوروبيون غرب بولندا معروفون بالحلاقة النظيفة الكاملة، ظهر انتشار سالفا الشعر واللحية خلال فترة نابوليون بين الرجال العسكريين أولاً (الصورة، يسار). وقد وصلت هذه الظاهرة إلى ميجي في اليابان خلال أول موجة موضة غربية هناك. بدأت عودة شعر الوجه في أوروبا الغربية على نحو عسكري ومستوحى من أفواج هوسار التي كانت تعرف بسوالف الشعر البطولية.
وكذلك اتبع شباب الكريول في أمريكا الجنوبية خطى موضة سوالف الشعر في أوروبا.وكان تظهر صور للعديد من ابطال أمريكا الجنوبية في اللوحات والعملات الورقيه والمعدنية بسوالف شعر طويلة مثل: خوسيه د سان مارتن، مانويل بيلجرانو، انطونيو خوسيه د سكر، برناردو هيغينز، خوسيه ميغويل كاريرا، وانطونيو نارينو.
كانت سوالف الشعر في القرن التاسع عشر كثيفة للغاية وتشبه ما يسمى اليوم بـ «قطع لحم الضأن». وقد تلاشت موضة اللحية وسوالف الشعر في بداية القرن العشرين ومع بداية الحرب العالمية الأولى، إذا كان يتوجب على الجنود حلق لحاهم بالكامل حتى يتمكنوا من اغلاق اقنعة الغاز، ولكن الامر لم يتطلب حلاقة الشوراب أيضا.
وفي عام 1935، كانت تجربه الرئيس روزفلت القصيرة مع سوالف الشعر خلال رحلته البحرية مدعاة للضحك بالنسبة لزوجته الينور. ولكن، سرعان ما عادت موضة سوالف الشعر الطويلة في منتصف الخمسينات بعد ظهور النجم جيمس دين بها في فيلمه (ثائر بلا سبب) في عام 1955. وبعد ظهر الفيس بريسلي بقصة السوالف الطويلة، تبنت هذه القصة العديد من الحركات كرمز للتمرد والرجولة كحركة الهودز (اغطية الراس) والجريسرز والروك. كما اكتسبت سوالف الشعر دلالات جديدة في ثقافة الهيبيز في منتصف الستينات. كانت المدارس الثانوية تمانع قصة سوالف الشعر المنتشرة بين شباب نيوجرسي من الهيبيز أو من حليقي الرؤوس في الأعوام ما بين 1960 إلى 1967. واصحبت السوالف رمزا لنادي مثليي الجنس في سانفرانسيسكو وسيدني، وخصوصا قصة قطع لحم الضأن. ونظرا لتاريخها المتنوع، يمكن اعتبار السوالف من قبل البعض على انها من العصر الفكتوري أو علامة للمحافظين، كما انها أيضا قد تعد رمزا للتمرد، أو مجرد موضة سارية.

## المعرض

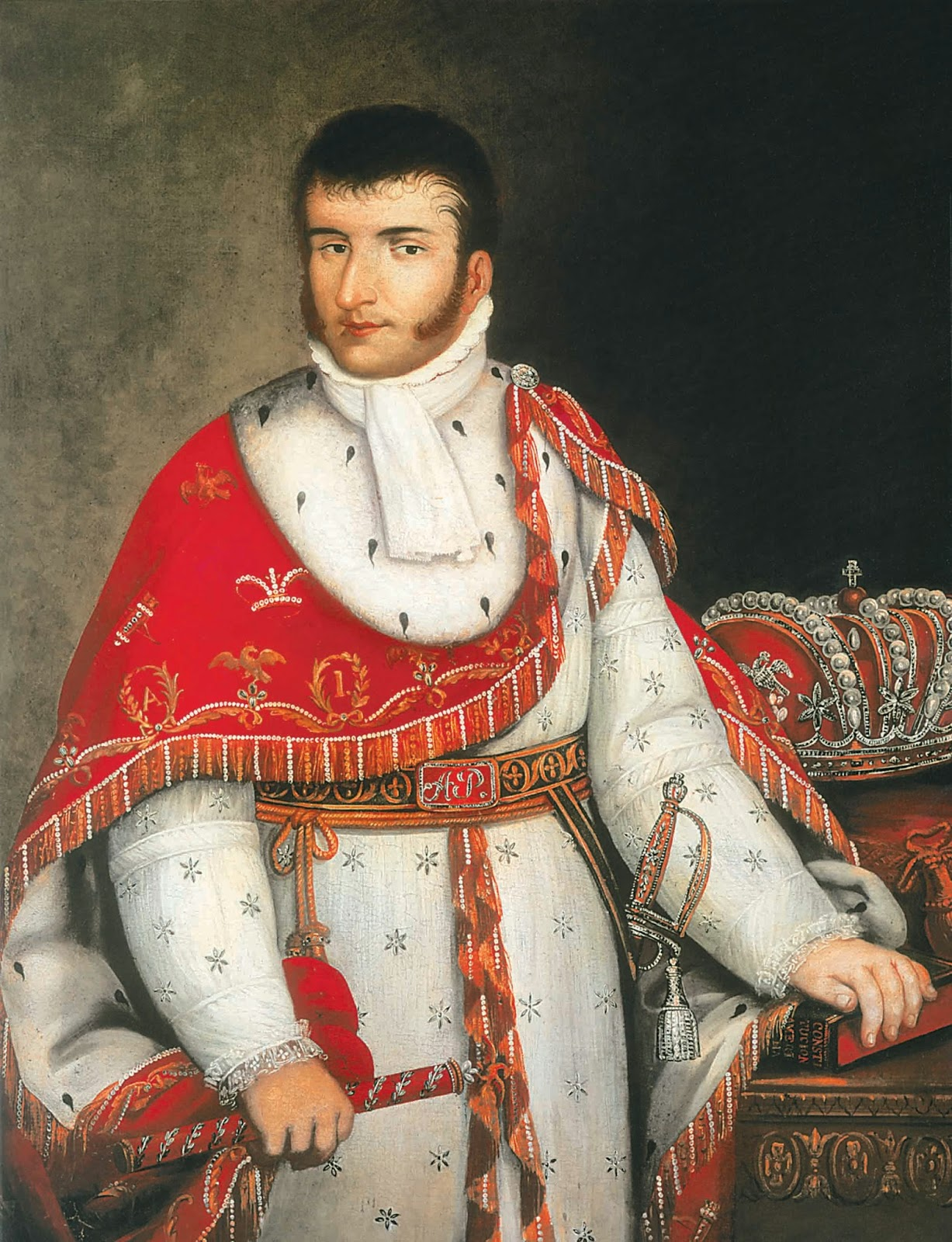
أغوستين دي إتوربيدي (1783-1824)
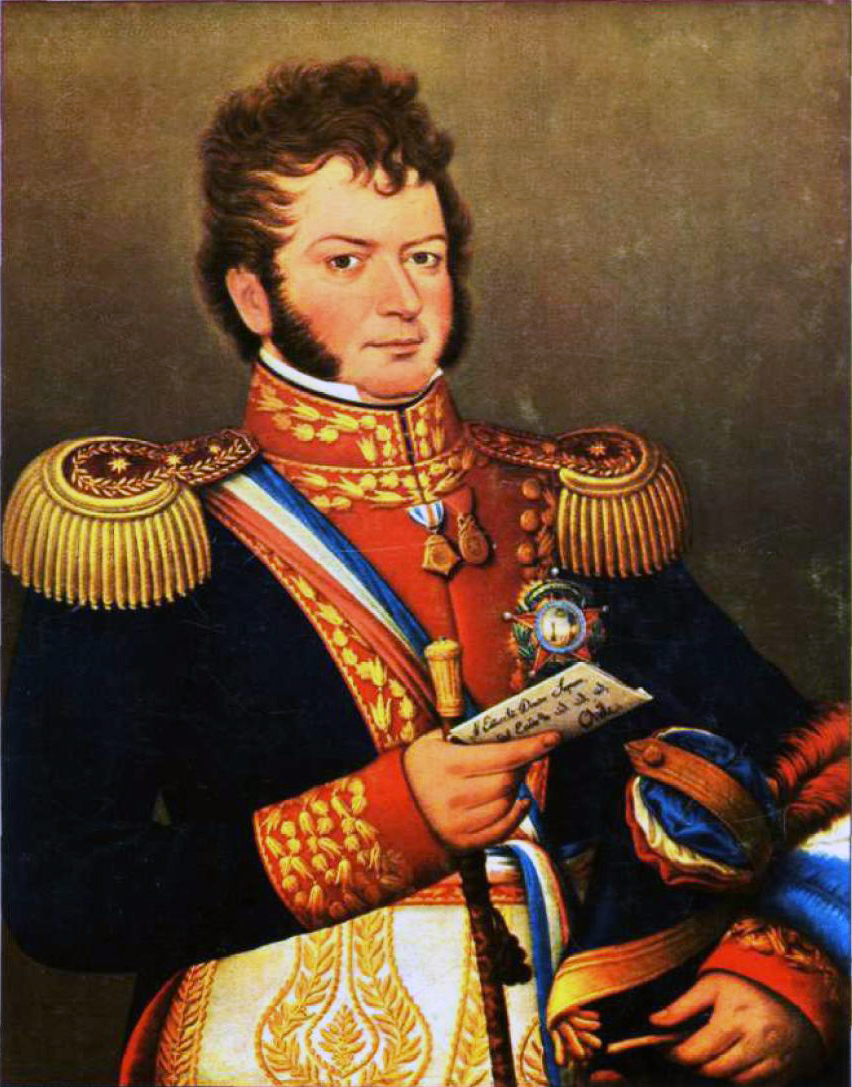
برناردو أوهيغينز (1778–1842)
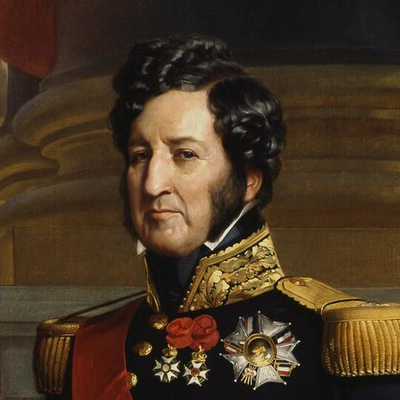
لويس فيليب الأول (1773–1850)
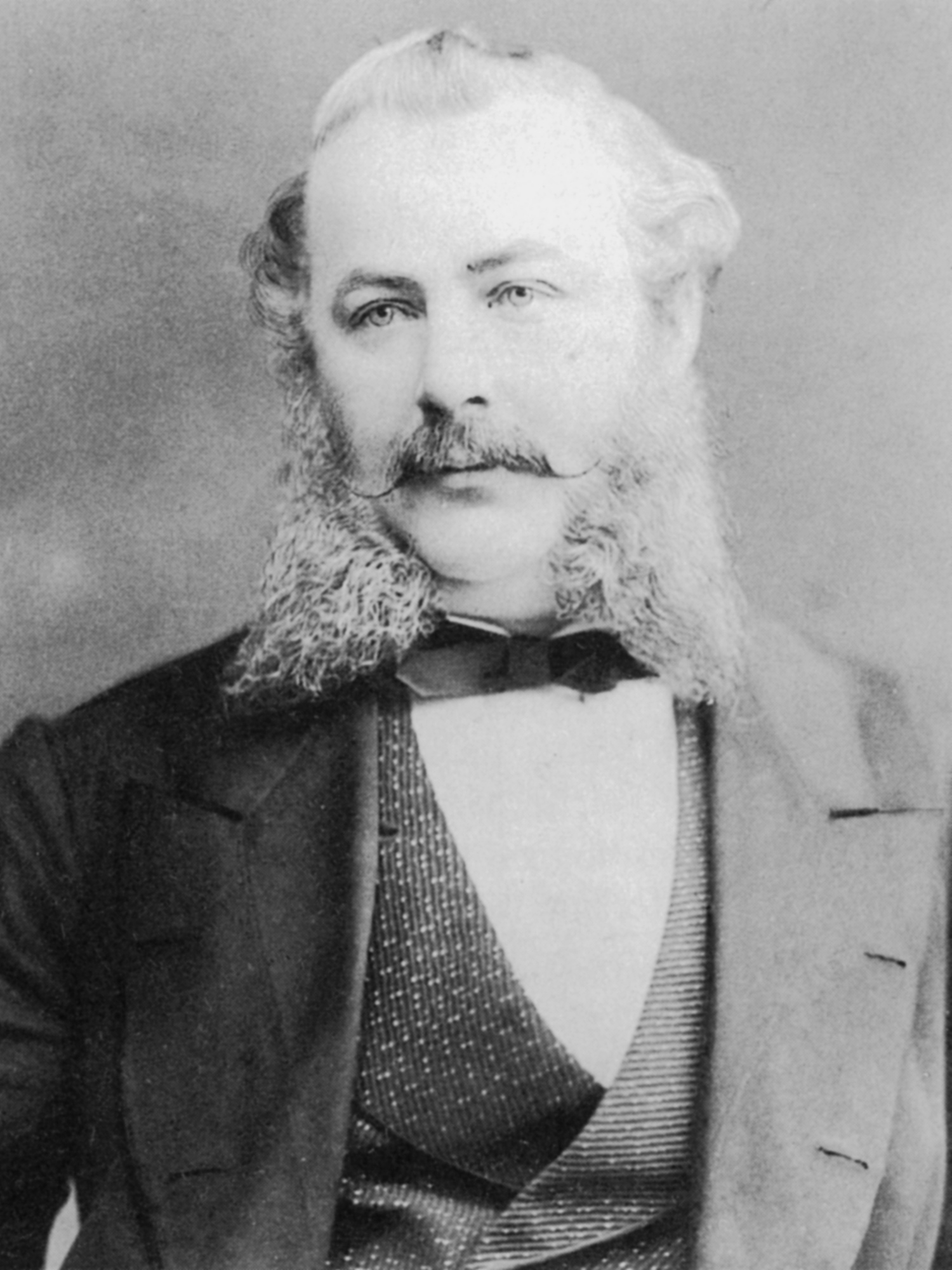
روبرت فرانسيس فيرلي (1830–1885)
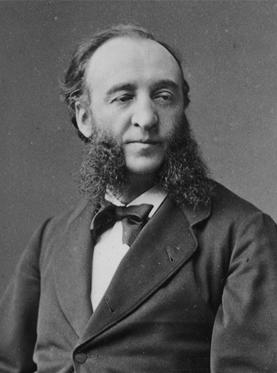
جول فاري (1832–1893)
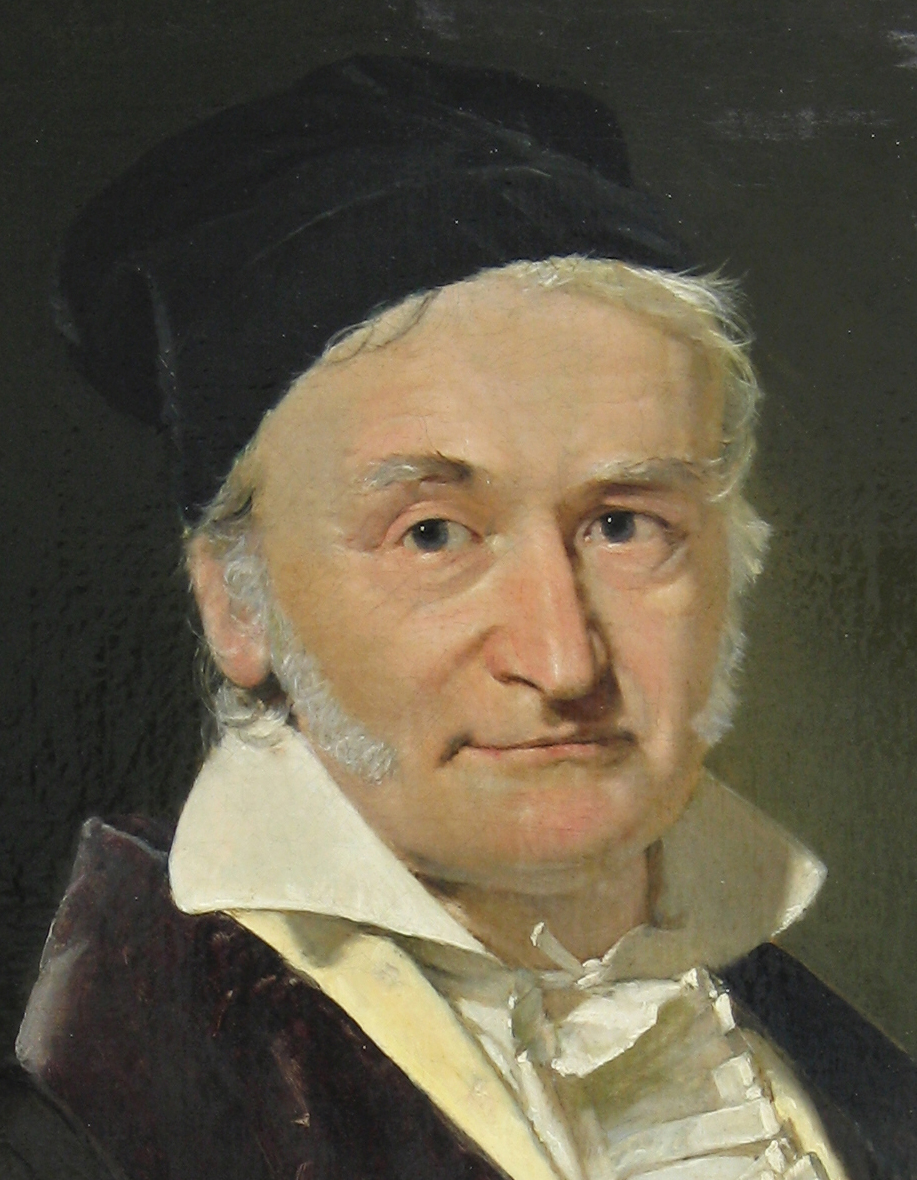
كارل فريدريش غاوس (1777–1855)
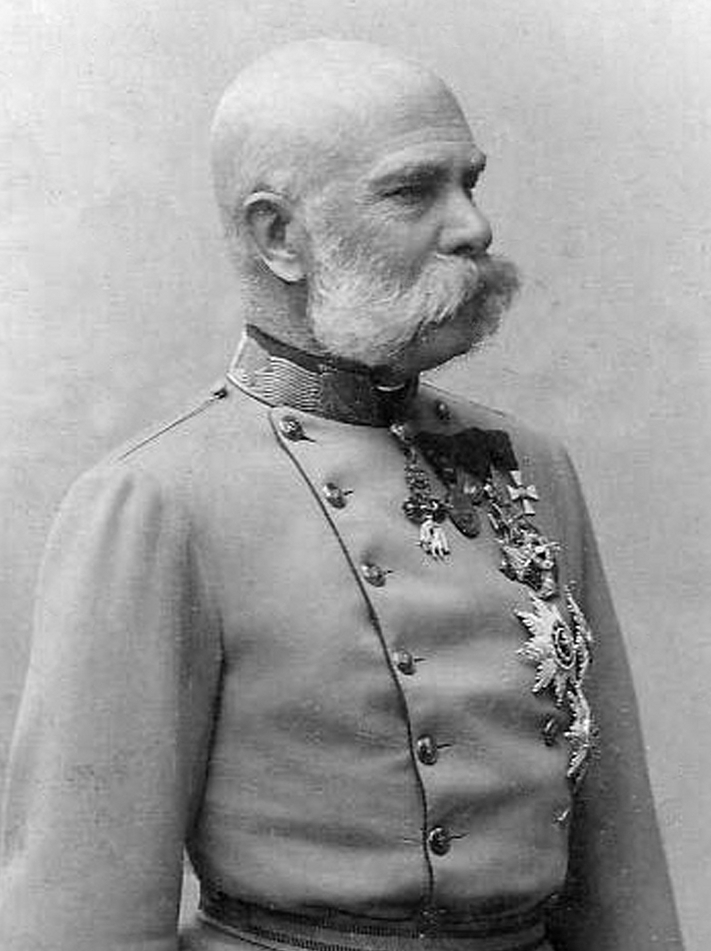
فرانز جوزيف الأول (1848–1916)
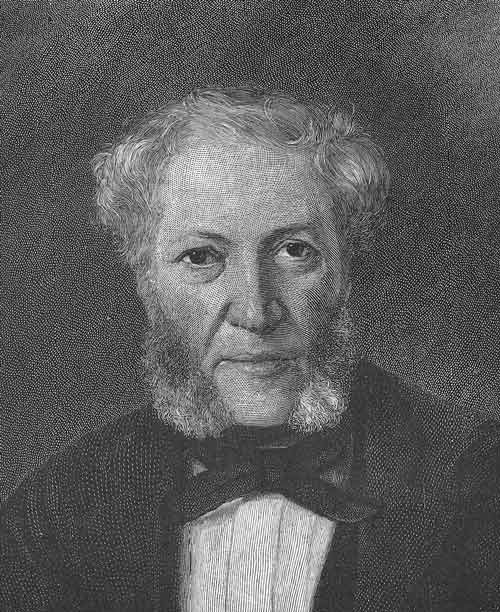
ايجنز موشيليس (1794–1870)
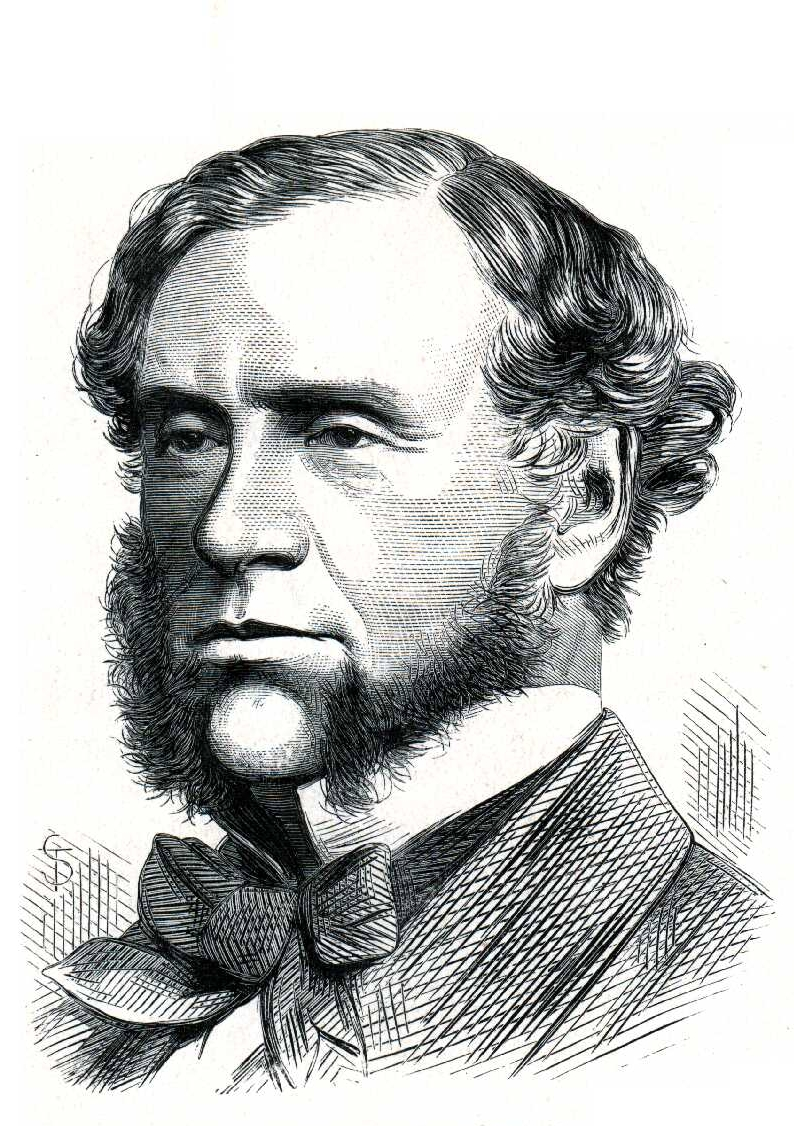
وليام روبرت جروف (1811–1896)
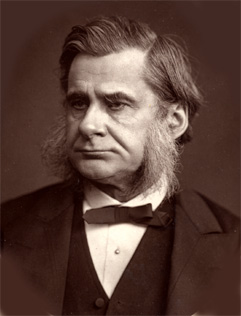
توماس هنري هكسلي (1825–1895)
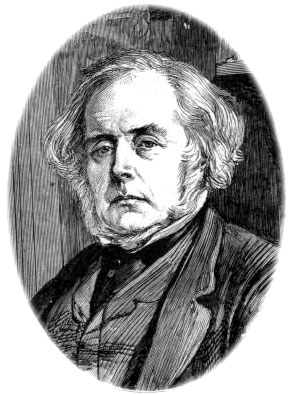
جون برايت (1811–1889)
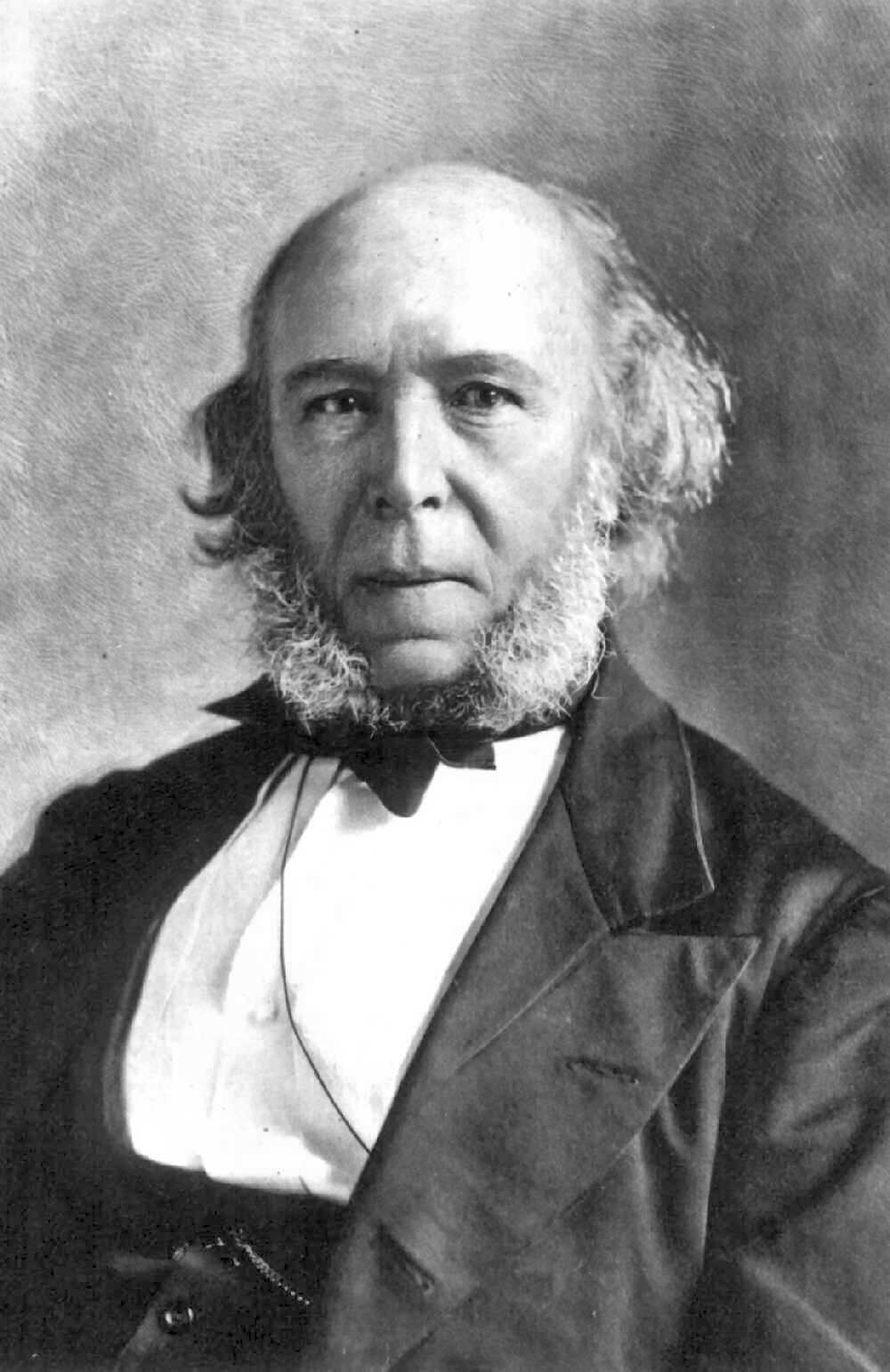
هربرت سبنسر (1820–1903)
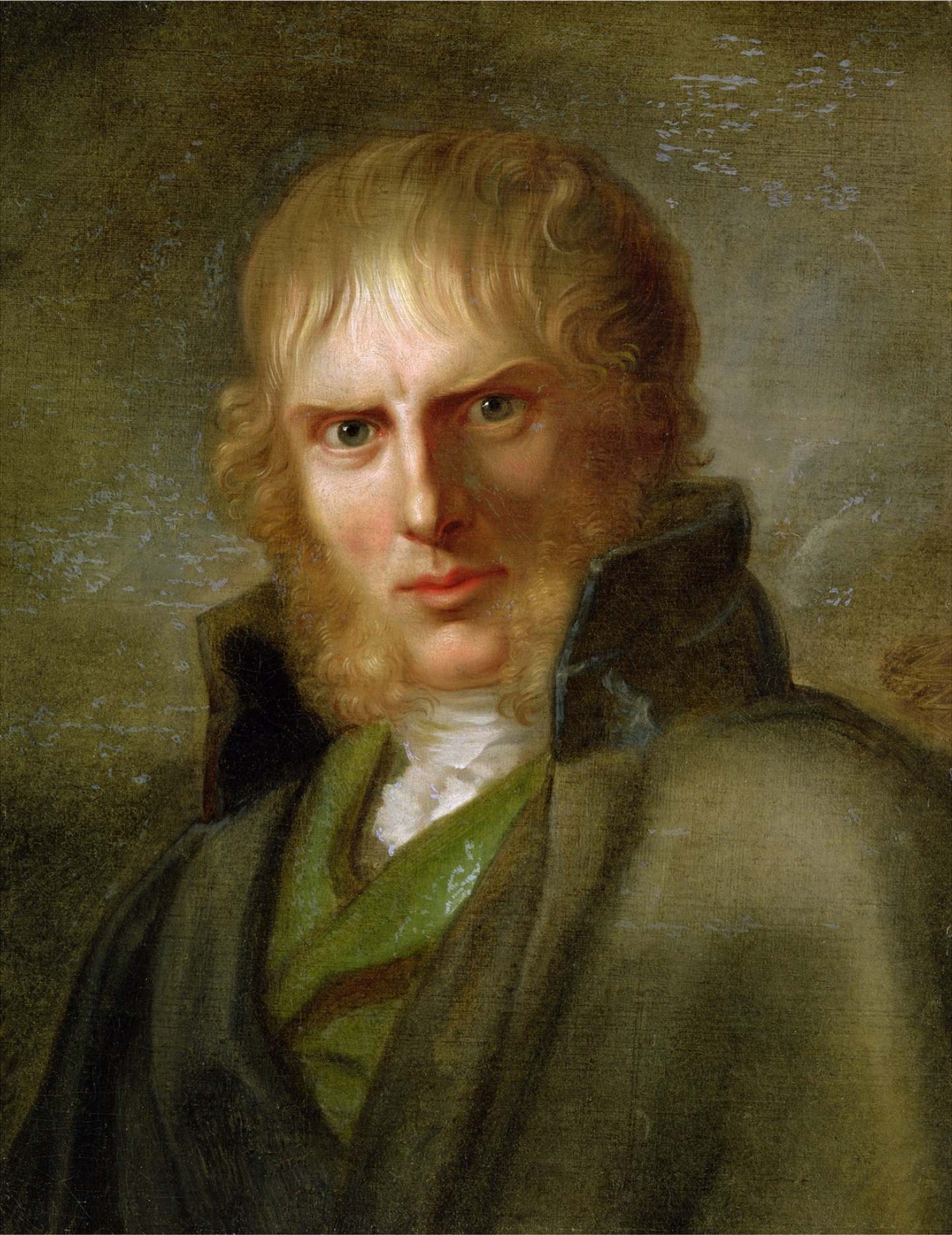
كاسبار دافيد فريدريش (1774–1840)
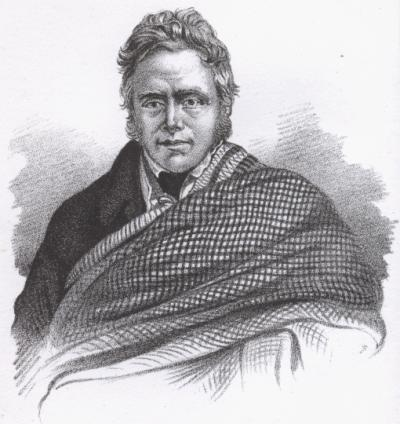
جيمس هوغ (1770–1835)
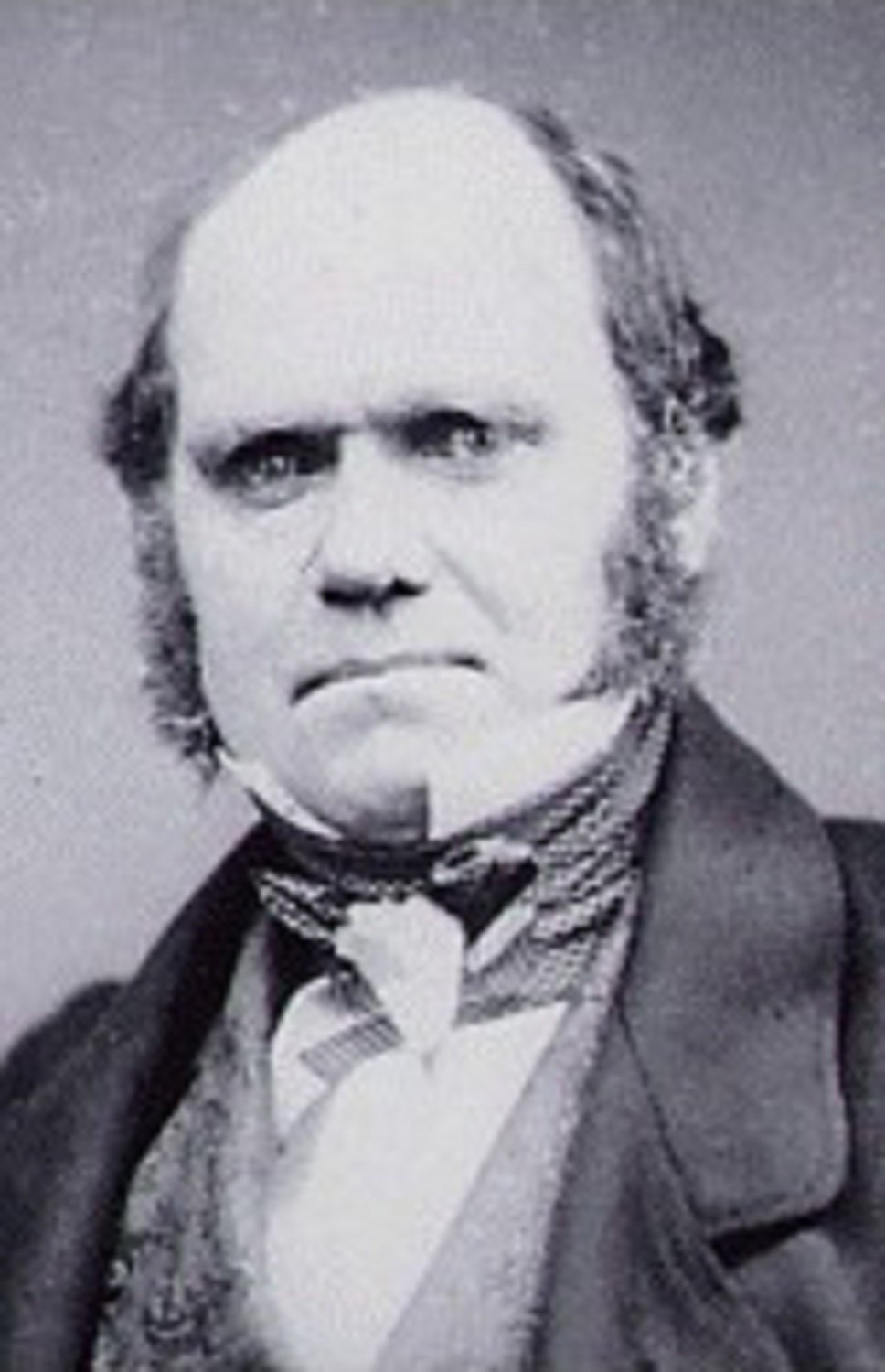
تشارلز داروين (1809–1882)
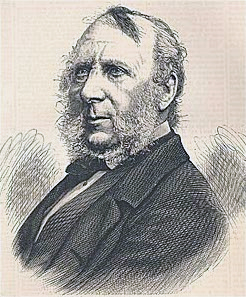
جورج كروكشانك (1792–1878)
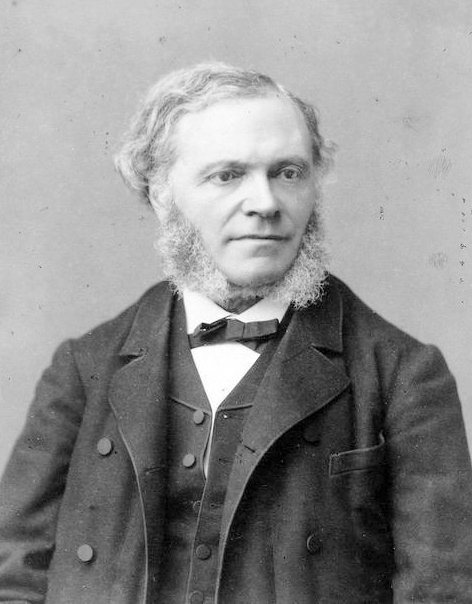
سيزار فرانك (1822–1890)
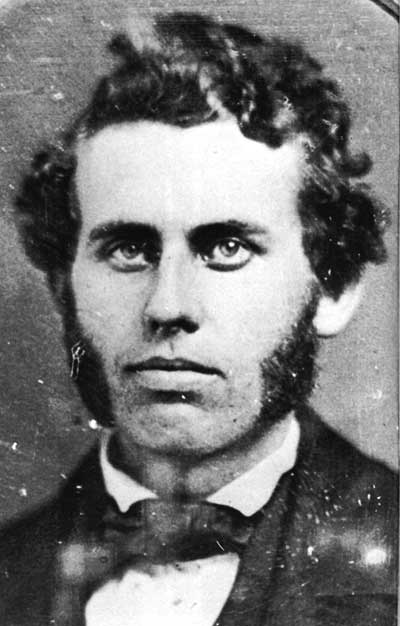
جون طومسون فورد (1829–1894)
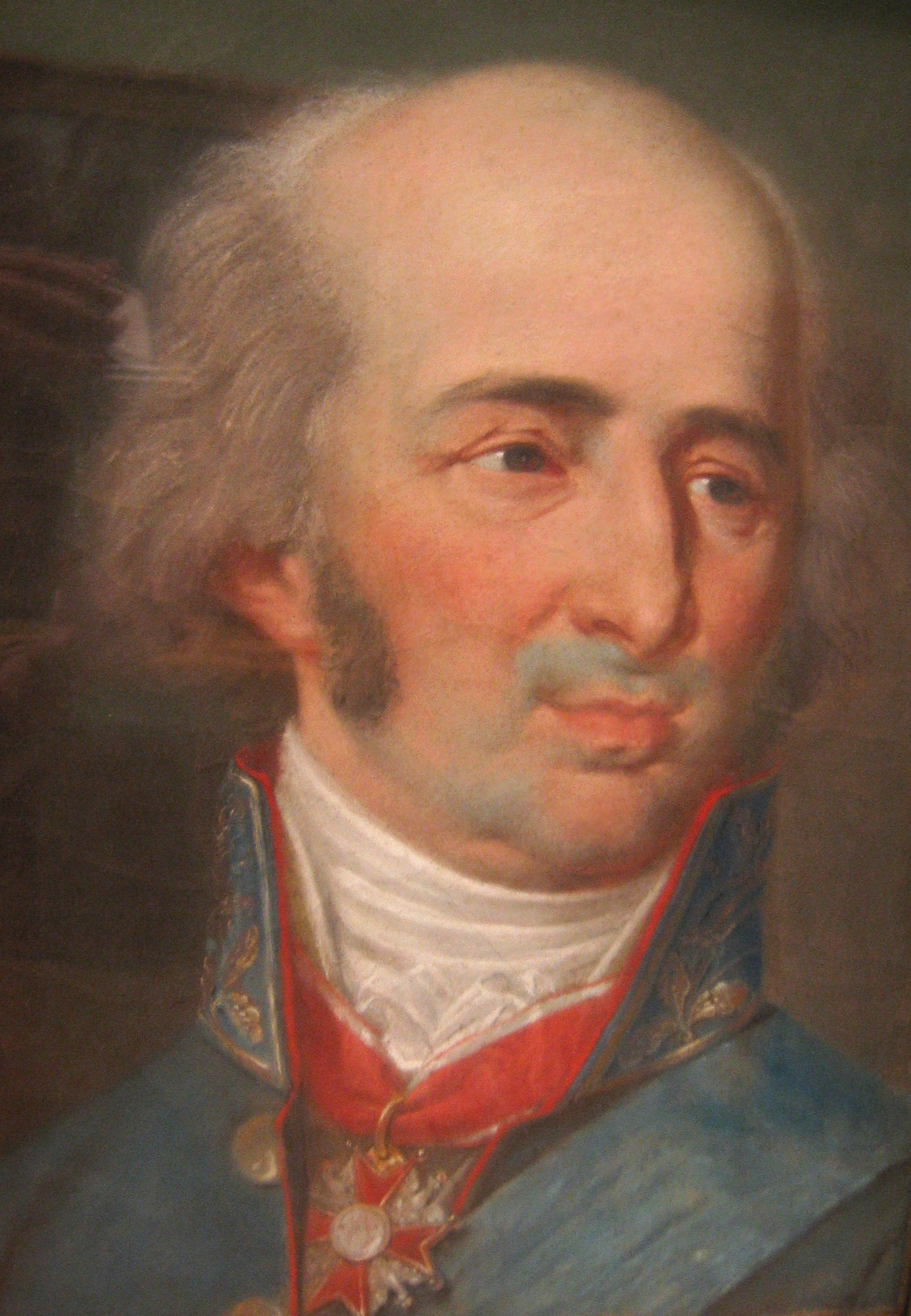
تاديوش سزاكسي (1765–1813)
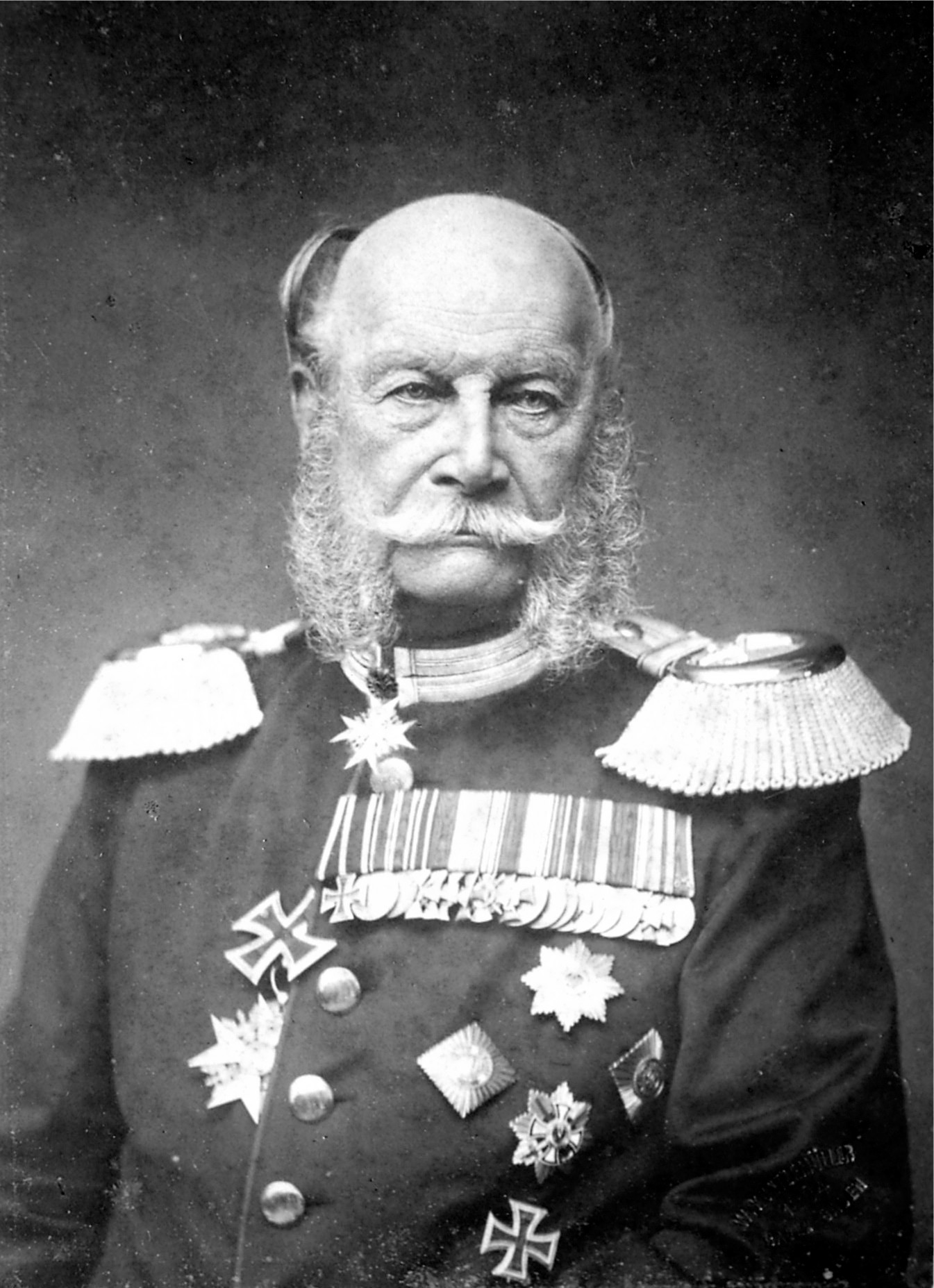
فيلهلم الأول (1797–1888)
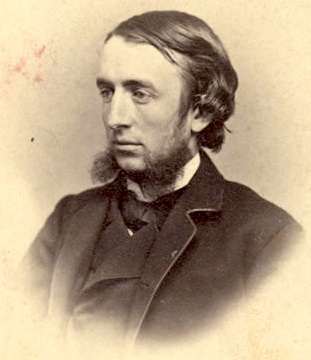
أندرو ديكسون وايت (1832–1918)
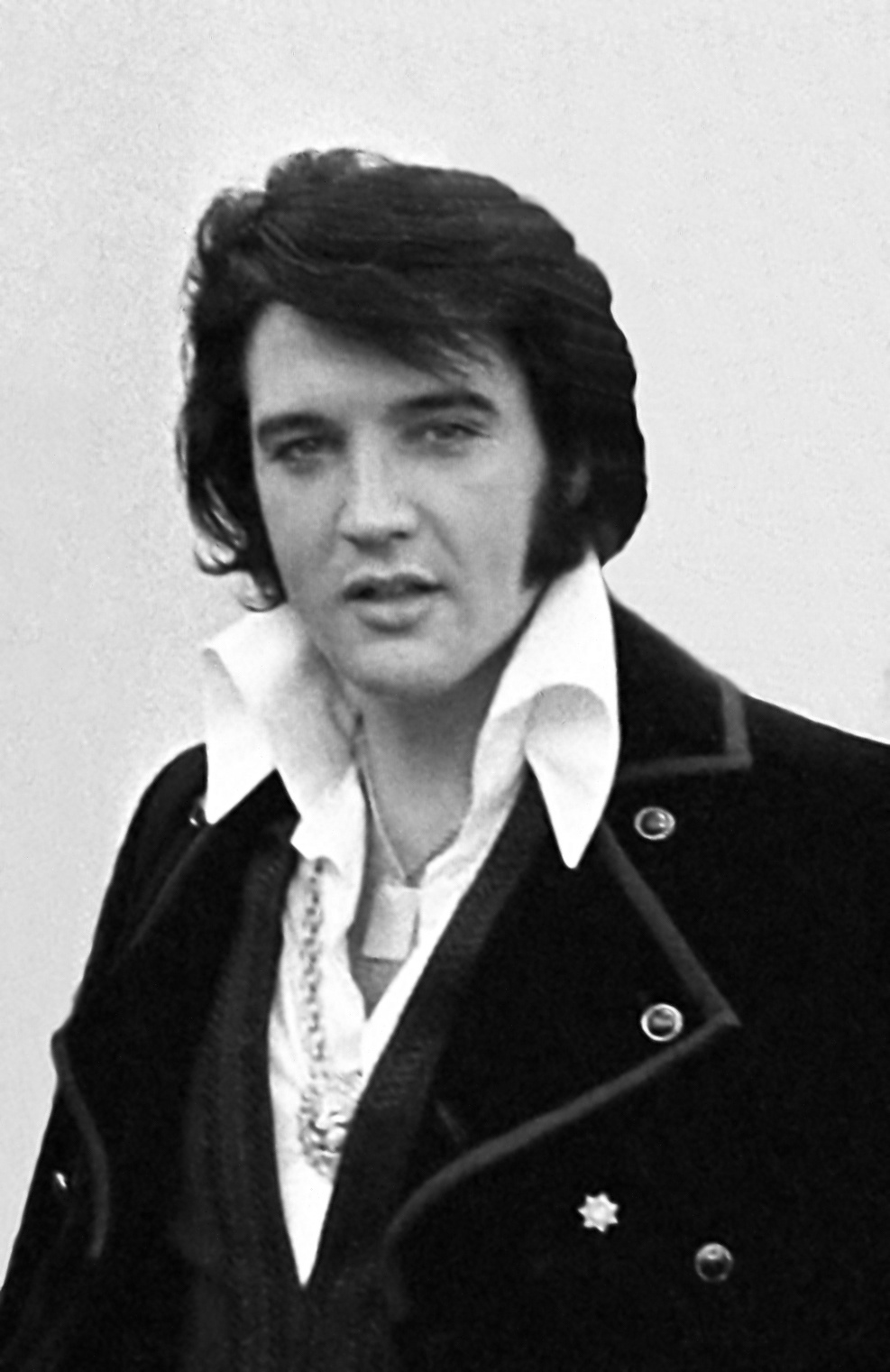
إلفيس بريسلي (1935–1977)
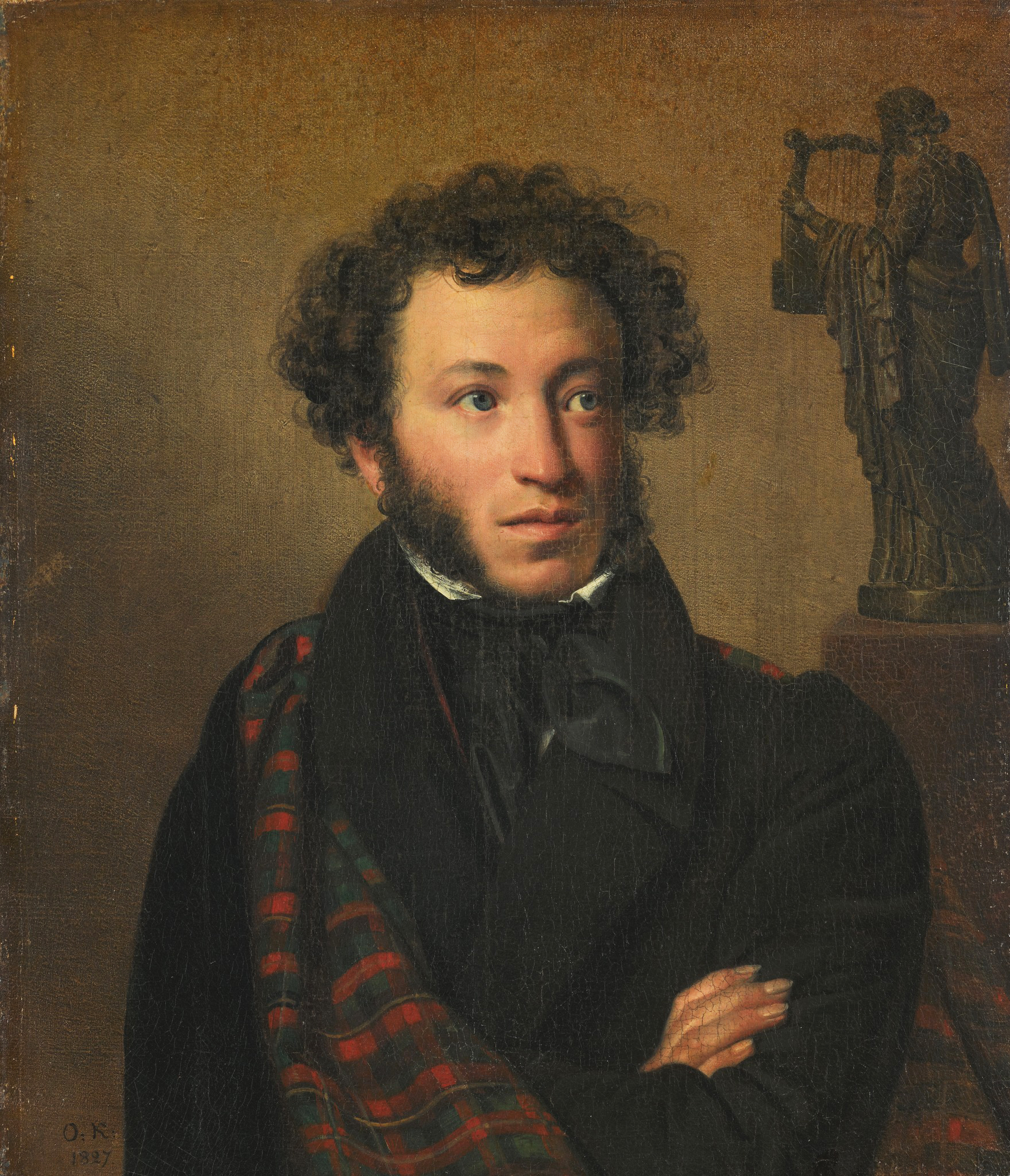
ألكسندر بوشكين (1799–1837)
آرثر شوبنهاور (1788–1860)
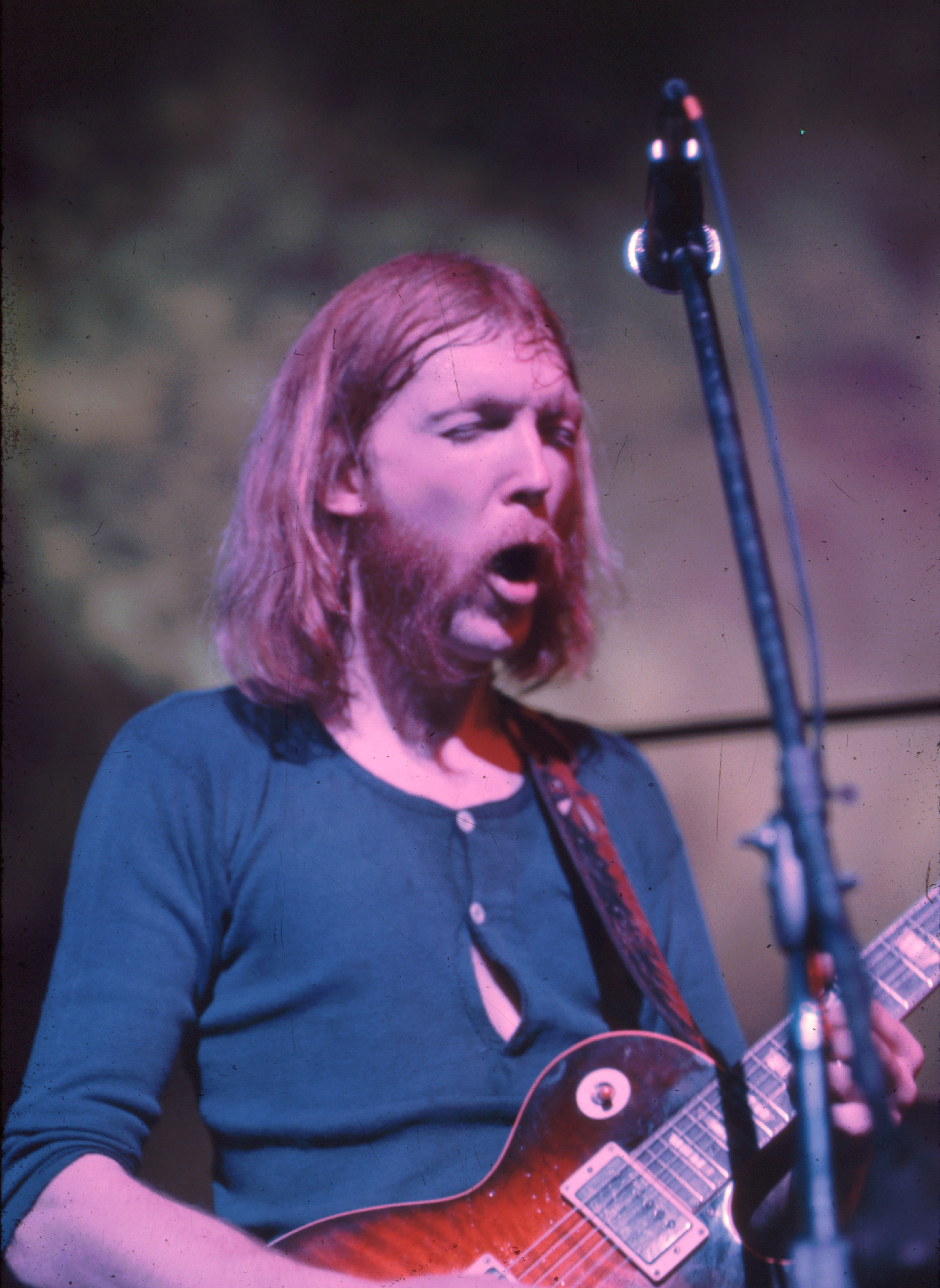
دوان ألمان (1946–1971)
Maxime Médard
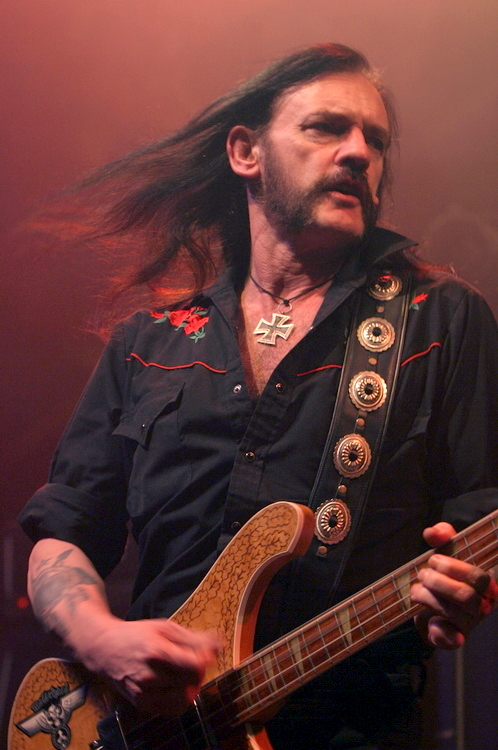
ليمي (1945)
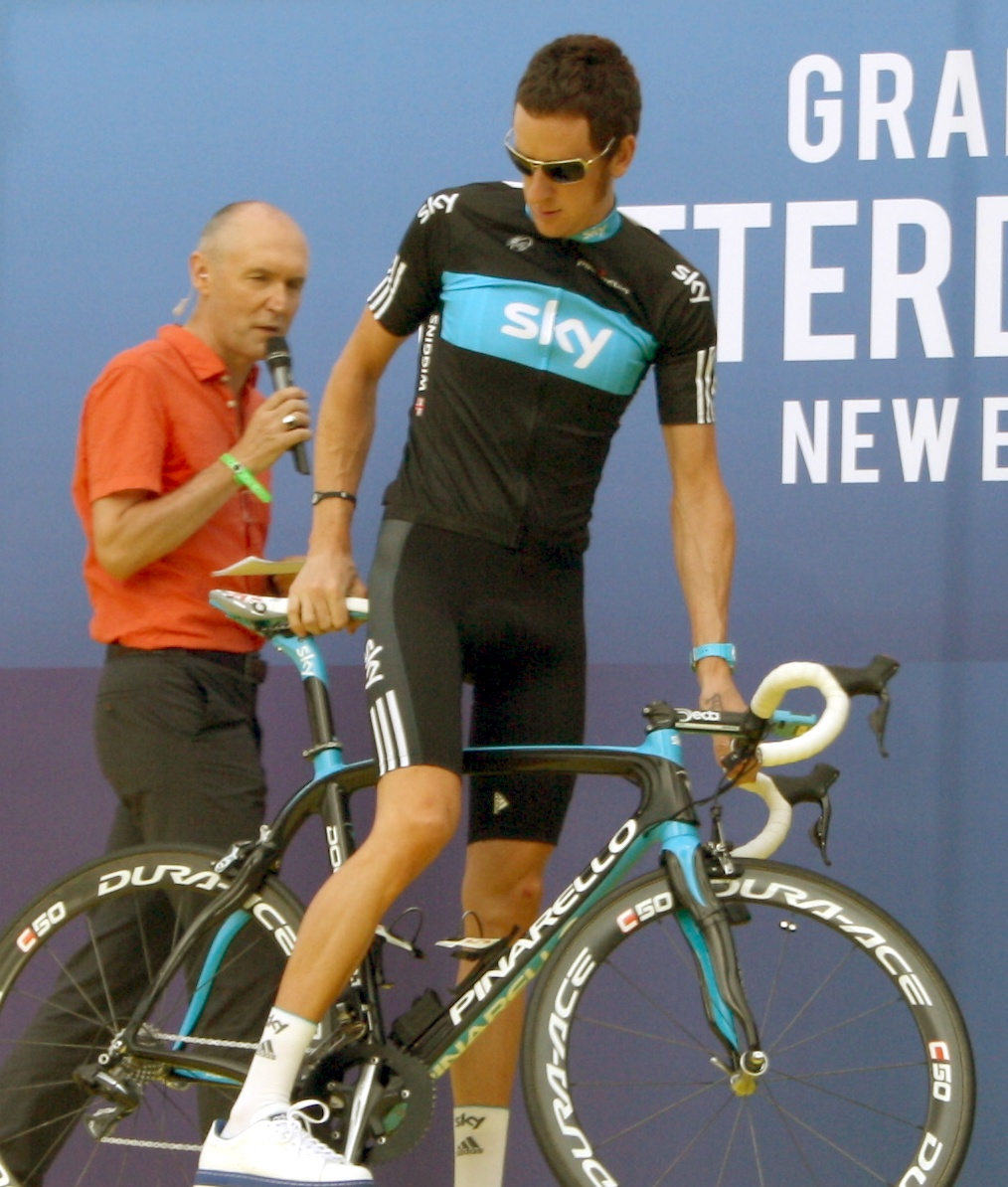
برادلي ويغينز (1980)

## روابط خارجية
- Statues With Sideburns—A collection of statues of showing sideburns